# Videtjärnen, Västergötland
Videtjärnen är en sjö i Ale kommun i Västergötland och ingår i Göta älvs huvudavrinningsområde. Sjön ligger mellan Nödinge och Bohus öster om Stora Viken.